# Thisbe molela
Espèce
Thisbe molela est un insecte lépidoptère appartenant à la famille  des Riodinidae et au genre Thisbe.

## Taxonomie
Thisbe molela a été décrit par William Chapman Hewitson en 1865 sous le nom de Nymphidium molela.

## Description
Thisbe molela est un papillon de forme triangulaire au dessus noir marqué de bleu, aux ailes antérieures sur l'aire postdiscale en bordure du bord interne, aux ailes postérieures de l'aire discale à la marge avec une ligne submarginale de points noirs.
Le revers rayé de marron roux et de blanc avec quelques taches noires da l'angle anal et de l'apex des ailes postérieures et le long du bord interne des ailes antérieures.

## Écologie et distribution
Thisbe molela est présent en Guyane, Guyana, au Surinam, au Venezuela et au Brésil.

### Protection
Pas de statut de protection particulier.